# Library Card
Library Card is een Rotterdamse band, bestaande uit de leden Lot van Teylingen, Mitchell Quitz, Kat Kalkman en Emre Karayalçin. De band is gevormd in 2021 en bracht in 2024 hun debuut-ep Nothing, Interesting uit.

## Geschiedenis
Library Card werd gevormd in het midden van 2021, na een oproep van Van Teylingen op Instagram naar artiesten die samen met haar muziek wilde maken in de stijl van Black Country, New Road. Hierop werd gereageerd door Quitz en Kalkman en later werd ook de drummer Karayalçin aan de band toegevoegd. Naast Black Country, New Road, wordt de band geïnspireerd door onder andere Protomartyr, Life Without Buildings en Anne Clark en maakt het zelf muziek dat wordt ingedeeld in het genre postpunk.
Het eerste optreden van de band was in mei 2022, toen ze met Kill Birds een optreden deden in het Rotterdamse Vessel 11. Kort daarna werd debuutsingle Mirror Factory uitgebracht. Later in 2022 waren ze te vinden op de Nederlandse muziekfestivals Welcome to The Village en Left of the dial. De volgende single Sunflowers was er in maart 2023, waarmee ze in dezelfde maand op Grasnapolsky te horen waren. Er werd vervolgens gespeeld in het voorprogramma's van Iguana Death Cult en Osees en op onder meer de festivals Metropolis Festival en Valkhof Festival. In oktober 2023 werd Cognitive Dissonance uitgebracht. Deze single gaat over het dualiteit van meelevend en empatisch te leven met soms egoïstisch, jaloers en wraakzuchtig te kunnen zijn en het accepteren van deze dualiteit.
In 2024 werd er opgebouwd naar de debuut-ep van de band. Eerst kwam er de single Well, Actually, die gaat over bevoorrechte mannen die commentaar hebben op muzikanten die zich identificeren als vrouw of zo gezien worden, en vervolgens was er For the World is Hollow. De debuut-ep Nothing, Interesting werd uitgebracht op 15 maart 2024 bij label AT EASE. Ondertussen waren ze te zien op twee showcase-festivals; Noorderslag in Nederland en South by Southwest in de Verenigde Staten. Met de ep op zak werd er later in 2024 gespeeld op de festivals Motel Mozaïque, Best Kept Secret, Oerol, Waterpop, Into the Great Wide Open, Misty Fields en meer en speelden ze in verschillende locaties in Nederland en daarbuiten, zoals in Denemarken.

## Discografie (albums en ep's)
- Nothing, Interesting (2024, ep)